# Subvariedade
Em matemática, a subvariedade de uma variedade M é um subconjunto S que possui ele próprio a estrutura de uma variedade, e para o qual a função inclusão S → M satisfaz certas propriedades. Existem diferentes tipos de subvariedades que dependendo de quais propriedades são exatamente exigidas. Diferentes autores frequentemente tem diferentes definições.

## Definição formal
No que segue nós assumimos que todas as variedades são variedades diferenciáveis de classe {\displaystyle C^{r}} para um {\displaystyle r\geq 1} fixado, e que todos os morfismos são diferenciáveis de classe {\displaystyle C^{r}.}

### Subvariedades imersas
Uma subvariedade imersa de uma variedade M é a imagem S de uma função imersão {\displaystyle f:N\to M}; em geral esta imagem não será uma subvariedade como um subconjunto, e uma função imersão não precisa sequer ser injetiva – pode ter auto-interseções.
Mais restritamente, podemos exigir que a função {\displaystyle f:N\to M} seja uma inclusão (injetora), chamada neste caso de imersão injetora, e definir uma subvariedade imersa como sendo o subconjunto imagem S justamente com uma topologia e uma estrutura diferenciável tal que S é uma variedade e a inclusão f é um difeomorfismo: esta é justamente a topologia sobre N, que em geral não vai coincidir com a topologia de subconjunto: em geral o subconjunto S não é uma subvariedade de M, no topologia de subconjunto.
Dada uma imersão injetiva {\displaystyle f:N\to M} há uma única forma de dar a imagem de N em M uma estrutura de subvariedade imersa de modo que {\displaystyle f:N\to M} seja um difeomorfismo. Disto segue que as subvariedades imersas são precisamente as imagens de imersões injetivas.
A topologia de subvariedade em uma subvariedade imersa não precisa ter a topologia relativa herdada  de M. Em geral, ela será uma topologia mais fina que a topologia de subespaço, ou seja, com mais conjuntos abertos.
Subvariedades imersas ocorrem na teoria dos grupos de Lie onde os subgrupos de Lie são naturalmente subvariedades imersas.

### Subvariedades mergulhadas
Uma subvariedade mergulhada (também chamada de subvariedade regular), é uma subvariedade imersa cuja função de inclusão é um mergulho topológico. Isto é, a topologia de subvariedade em S é a mesma que a topologia de subespaço.
Dado um mergulho {\displaystyle f:N\to M} de uma variedade N em M, a imagem {\displaystyle f(N)} tem naturalmente a estrutura de uma subvariedade mergulhada. Isto é, subvariedade mergulhadas são exatamente as imagens de mergulhos.
Existe uma definição intrínseca de uma subvariedade mergulhada, que muitas vezes é útil. Seja M uma variedade de dimensão n, e seja k um inteiro tal que 0 ≤ k ≤ n. Uma subvariedade mergulhada de M de dimensão k é um subconjunto S ⊂ M tal que para todo ponto p ∈ S existe uma carta (U ⊂ M, φ : U → Rn) contendo p tal que φ(S ∩ U) é a interseção de um plano de dimensão k com φ(U). Os pares (S ∩ U, φ|S ∩ U) formam um atlas para a estrutura diferencial em S.
O Teorema de Alexander e o Teorema de Jordan-Schoenflies são bons exemplos de mergulhos suaves.

### Outras variações
Existem algumas outras variações de subvariedades utilizados na literatura. Sharpe (1997) define um tipo de subvariedade que fica em algum lugar entre uma subvariedade mergulhada e uma subvariedade imersa.

## Propriedades
Dada qualquer subvariedade imersa S de M, o espaço tangente a um ponto p em S pode, naturalmente, ser considerado como um subespaço vetorial do espaço tangente a p em M. Isso resulta do fato de que a função de inclusão é uma imersão e fornece uma injeção
{\displaystyle i_{\ast }:T_{p}S\to T_{p}M.}
Suponha que S é uma subvariedade imersa de M. Se a função de inclusão {\displaystyle i:S\to M} é uma aplicação fechada então S é na verdade uma subvariedade mergulhada de M. Reciprocamente, se S é uma subvariedade mergulhada que é também um subconjunto fechado então a função de inclusão é fechada. A função de inclusão {\displaystyle i:S\to M} é fechada se e somente se a função própria (isto é, imagens inversas de conjuntos compactos são compactos). Se i é fechada então S é chamada de subvariedade mergulhada fechada de M. Subvariedades mergulhadas fechadas formam a mais bonita classe de subvariedades.

## Subvariedades do Espaço Euclidiano
Variedades são frequentemente definidas como subvariedades mergulhadas no espaço euclidiano Rn, de modo que este constitui um caso especial, muito importante. Pelo Teorema da imersão Whitney qualquer n-variedade suave que seja um espaço segundo-contável pode ser facilmente mergulhado em R2n.